# Birkirkara Football Club 2021-2022
Questa voce raccoglie le informazioni riguardanti il Birkirkara Football Club nelle competizioni ufficiali della stagione 2021-2022.

## Maglie e sponsor
| Casa | Trasferta |

Sponsor ufficiale: McDonald's

Fornitore tecnico: Nike

## Rosa

### Rosa 2021-2022
Aggiornata al 13 maggio 2022.
| N. |                       | Ruolo | Calciatore       |
| -- | --------------------- | ----- | ---------------- |
| 1  | Portogallo (bandiera) | P     | Daniel Fernandes |
| 2  | Argentina (bandiera)  | D     | Enzo Ruiz        |
| 5  | Malta (bandiera)      | D     | Enrico Pepe      |
| 7  | Malta (bandiera)      | A     | Luke Montebello  |
| 8  | Italia (bandiera)     | C     | Claudio Bonanni  |
| 8  | Malta (bandiera)      | A     | Paul Mbong       |
| 11 | Malta (bandiera)      | D     | Kurt Zammit      |
| 12 | Malta (bandiera)      | P     | Amary Sylla      |
| 14 | Malta (bandiera)      | C     | Yannick Yankam   |
| 14 | Nigeria (bandiera)    | A     | Johnson Nsumoh   |
| 16 | Malta (bandiera)      | A     | Jed Valletta     |
| 19 | Malta (bandiera)      | P     | Sean Cini        |

| N. |                                | Ruolo | Calciatore       |
| -- | ------------------------------ | ----- | ---------------- |
| 20 | Argentina (bandiera)           | A     | Federico Falcone |
| 21 | Malta (bandiera)               | C     | Ryan Scicluna    |
| 22 | Malta (bandiera)               | D     | Cain Attard      |
| 23 | Ghana (bandiera)               | A     | Ngissah Bismark  |
| 25 | Argentina (bandiera)           | D     | Oscar Carniello  |
| 27 | Argentina (bandiera)           | D     | Leandro Aguirre  |
| 30 | Francia (bandiera)             | A     | Kilian Bevis     |
| 70 | Brasile (bandiera)             | A     | Perdigão         |
| 77 | Brasile (bandiera)             | C     | Diego Silva      |
| 95 | Saint Kitts e Nevis (bandiera) | P     | Julani Archibald |
|    | Italia (bandiera)              | P     | Luca Savelloni   |